# Magellankorsrod
Magellankorsrod (Baccharis magellanica), også skrevet Magellan-Korsrod, er en stedsegrøn, krybende til opstigende busk med gule blomster. Den er sjældent dyrket, men hårdfør nok til at kunne bruges som haveplante i Danmark.

## Kendetegn
Magellankorsrod er en busk med en krybende til opstigende, og tætgrenet vækst. Skuddene er stive og tæt hårede. Bladene er spredt stillede og samlet mod skudspidserne. De er hele og omvendt ægformede med tandet rand. Oversiden er mørkegrøn, mens undersiden er en anelse lysere. Blomstringen foregår sent på vinteren eller tidligt på foråret (i Nordeuropa svarende til: februar-marts). Blomsterne sidder samlet i tætte hoveder ved skudspidserne. De enkelte blomster er 5-tallige og uregelmæssige (typisk astersagtige) med gule kronblade. Frøene er nødder.
Rodsystemet er kraftigt, dvs. både dybtgående og vidt udstrakt. Planten indeholder antioxidanter og insektdræbende stoffer.
Magellankorsrod når en højde på 0,5 m og en bredde på ca. 1,5 m.

## Hjemsted
Magellankorsrod hører hjemme på tørre heder matorral, på skovbunden og i skovbryn samt på højmoser i Bolivia, det sydlige Chile, det sydlige Argentina og på Falklandsøerne. I de argentinske departementer Futaleufú og Languiñeo, som ligger i den nordvestlige del af provinsen Chubut findes subantarktiske, løvfældende skove. Her er arten dominerende sammen med lenga og en anden sydbøgeart, antarktisk sydbøg (Nothofagus antarctica), og her findes den sammen med bl.a. Acaena argentea og Acaena ovalifolia (begge er arter af slægten tornnød), andesceder, Berberis microphylla (en art af berberis), chilejordbær, Chiliotrichum diffusum, Chusquea culeou, darwinberberis, Elymus andinus (en art af kvik), fru heibergs hår, Galium hypocarpium og Galium richardianum (begge er arter af slægten snerre), glat ærenpris, gul inkalilje, Hierochloe redolens (en art af festgræs), hvid eskallonia, Hydrocotyle chamaemorus (en art af frøbid), krybende kambregne, Lathyrus magellanicus (en art af fladbælg), Luzula chilensis (en art af frytle), magellannellikerod, Maytenus boaria og Maytenus chubutensis (begge er arter af en slægt i Ananas-familien), Ribes cucullatum og Ribes magellanicum (begge er arter af Ribs-slægten), Schinus patagonicus (en art af pebertræ), Senecio filaginoides og Senecio neaei (begge er arter af slægten brandbæger), Sisyrinchium patagonicum (en art af slægten blåøje), Solidago chilensis (en art af slægten gyldenris), trefliget gummipude, Vicia magellanica (en art af slægten vikke) og Viola maculata (en art af slægten viol).